# Stanisław Kogut
Stanisław Kogut (ur. 29 października 1953 w Białej Niżnej, zm. 18 października 2020 w Gorlicach) – polski polityk, działacz związkowy, senator VI, VII, VIII i IX kadencji.

## Życiorys
Ukończył Średnie Studium Zawodowe w Grybowie o profilu mechanicznym. Od 1972 zatrudniony w Polskich Kolejach Państwowych, był naczelnikiem Sekcji Naprawy Wagonów w Stróżach, należącej do Zakładu Taboru w Nowym Sączu oraz członkiem rady nadzorczej PKP (2000–2005).
Od 1989 działał w NSZZ „Solidarność”. Był przewodniczącym związku w węźle PKP w Stróżach, przewodniczącym okręgowej sekcji kolejarzy przy zarządzie Regionu Małopolska NSZZ „S”, a w latach 1997–2005 przewodniczącym Krajowej Sekcji Kolejarzy NSZZ „Solidarność”. Działacz sportowy w klubie Kolejarz Stróże.
Od 1990 do 1998 był radnym gminy Grybów, następnie do 2005 zasiadał w sejmiku małopolskim I i II kadencji, od 2002 jako wiceprzewodniczący. W 1998 uzyskał mandat z ramienia Akcji Wyborczej Solidarność (należał do Ruchu Społecznego AWS), cztery lata później z rekomendacji PiS z listy koalicji POPiS.
Bez powodzenia kandydował do Sejmu w 1993 z listy NSZZ „Solidarność”, w 1997 z ramienia AWS i w 2001 z listy Akcji Wyborczej Solidarność Prawicy, która nie uzyskała mandatów. W wyborach w 2005 został wybrany na senatora VI kadencji z ramienia Prawa i Sprawiedliwości w okręgu nowosądeckim. W wyborach w 2007 po raz drugi uzyskał mandat senatorski, otrzymując 162 139 głosów. W wyborach w 2011 został ponownie wybrany z ramienia PiS do Senatu liczbą 102 185 głosów. W wyborach w 2015 po raz kolejny uzyskał mandat senatora z ramienia PiS, otrzymując 111 782 głosy.
19 grudnia 2017 z Prokuratury Krajowej na wniosek Centralnego Biura Antykorupcyjnego wpłynął wniosek o uchylenie immunitetu polityka w związku z zamiarem przedstawienia mu zarzutów korupcyjnych. Tego samego dnia władze Prawa i Sprawiedliwości podjęły decyzję o zawieszeniu go w prawach członka ugrupowania. Senator zaprzeczył stawianym zarzutom i oświadczył, że sam się zrzeknie immunitetu. Zrezygnował następnie z funkcji przewodniczącego senackiej Komisji Infrastruktury, a 21 grudnia został z niej odwołany. 20 stycznia 2018 został senatorem niezrzeszonym. Senatorowie nie zgodzili się na zatrzymanie i tymczasowe aresztowanie Stanisława Koguta, o co wnioskował prokurator, w związku z tym zastosował wobec niego zakaz opuszczania kraju i poręczenie majątkowe w wysokości 1 miliona złotych, które zostało wpłacone.
W wyborach w 2019 kandydował jako niezależny, nie uzyskując reelekcji. W styczniu 2020 został zatrzymany przez funkcjonariuszy CBA.
Zmarł 18 października 2020 w Szpitalu Specjalistycznym im. Henryka Klimontowicza w Gorlicach. Przebywał w tej placówce w związku z zapaleniem płuc, zdiagnozowano u niego następnie COVID-19. Doznał następnie rozległego zawału serca, który stał się główną przyczyną śmierci. 25 października 2020 został pochowany na cmentarzu parafialnym w Stróżach.

## Odznaczenia i wyróżnienia
- Złoty Krzyż Zasługi (2004)[16]
- Srebrny Krzyż Zasługi (1999)[17]
- „Człowiek Roku” według czytelników „Gazety Krakowskiej” (1999)
- Medal Świętego Brata Alberta (za 2000)
- Nagroda Pro Publico Bono (2001, za działalność Fundacji Pomocy Osobom Niepełnosprawnym w Stróżach)
- Nagroda im. Sługi Bożego Jerzego Ciesielskiego – Ojca Rodziny (2005)
- Kawaler Zakonu Rycerskiego Grobu Bożego w Jerozolimie[18]

## Życie prywatne
Syn Włodzimierza i Janiny. Był żonaty, miał troje dzieci.